# قلعة دربند (العراق)
قلعة دربند قلعة تقع في شمال العراق على بحيرة دوكان. خلال القرنين الأول والثاني قبل الميلاد، كان يحتضن مدينة ذات طابع إغريقي وروماني.

## مصدر

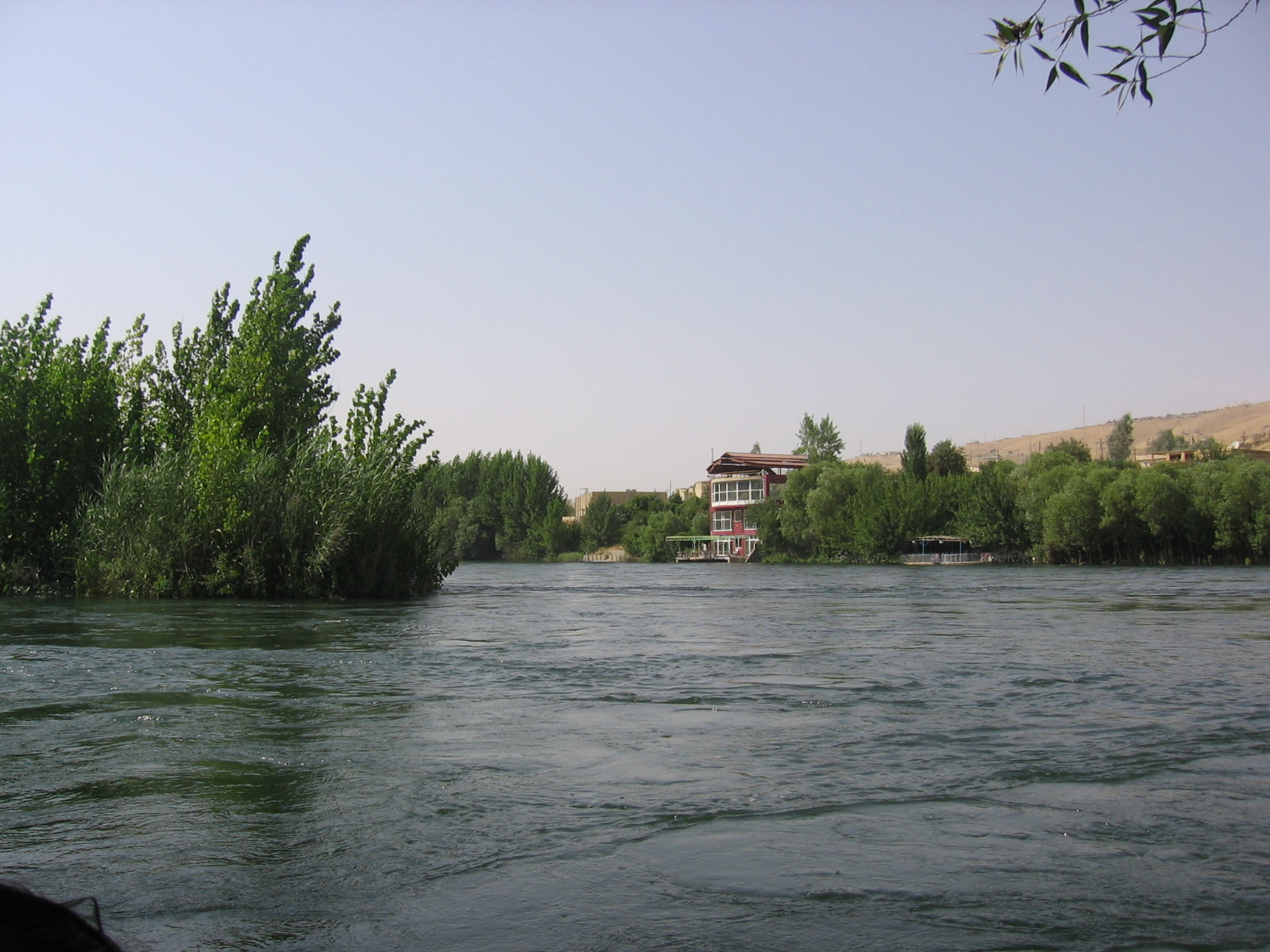
بحيرة دوكان.

1. 1 2 3  وصلة مرجع: http://www.britishmuseum.org/about_us/museum_activity/middle_east/iraq_scheme/darband-i_rania_project.aspx.
2. ↑  HuffPost Arabi نسخة محفوظة 07 أكتوبر 2017 على موقع واي باك مشين.